# Falkon
Falkon, anciennement QupZilla, est un navigateur Web libre léger et multiplate-forme destiné au grand public. Il a pour vocation une intégration poussée aux environnements de bureau des utilisateurs mais propose également divers thèmes. Falkon est distribué sous licence GPLv3. Il est développé en partant de l'idée que « léger » ne veut pas forcément dire « manque de fonctionnalités ».

## Caractéristiques
Falkon utilise QtWebEngine pour intégrer les standards web modernes. Une attention particulière a été portée à l'intégration du navigateur, intégrant le thème et le comportement natif de l'ordinateur de ses utilisateurs. Les fonctionnalités supplémentaires du navigateur comprennent la gestion de l'historique, des flux RSS et des marque-pages au même endroit, ainsi qu'un « accès rapide » (speed dial) comme celui présent sur la page d'accueil du navigateur Opera.
Il intègre également Adblock par défaut et un gestionnaire d'agent utilisateur permettant de filtrer le blocage de certains sites web en fonction du système d'exploitation ou du navigateur. D’autres options relatives à la vie privée et la sécurité incluent un gestionnaire de mots de passe, la gestion du JavaScript, des permissions HTML5 (comme l'accès à la caméra et au microphone) ainsi que des cookies.
Falkon possède aussi un gestionnaire de moteurs de recherche ; DuckDuckGo étant le moteur par défaut.
Il est signalé comme consommant moins de ressources système que les principaux navigateurs polyvalents comme Mozilla Firefox et Google Chrome.

## Historique
- Le projet est né d'un projet d'étude en 2010. La première pré-version, développée en Python (en utilisant la bibliothèque PyQt), est sortie en décembre 2010[7],[8].
- En 2011 le code source est réécrit en C++ sous le Framework Qt dans le but d'assurer sa portabilité et une intégration parfaite sous Microsoft Windows et les environnements de bureau Linux[9]. Pour ce qui est de l'intégration sous Microsoft Windows, le code fut d'abord compilé avec l'outil MinGW, mais à la suite de nombreux problèmes liés à l'utilisation de Flash, le choix a été fait de compiler le programme avec Visual C++#Versions 32 bits & 64 bits[7].
- La première version rendue publique sort, quant à elle, le 9 novembre 2011[10], précédée par la première release publique (portant le numéro 1.0.0-b4)[7],[10].
- Le 30 mars 2016 sort la version 2.0.0. Elle inclut quelques changements majeurs tels que le changement du moteur de rendu vers Qt WebEngine (en), QtWebKit étant devenu obsolète[7],[10].
- La version 2.0.1 permet des performances robustes qui selon les cas approchent ou dépassent d'autres navigateurs tels que Firefox, Web, Opera,Vivaldi ou Chromium[11].
- En août 2017 QupZilla rejoint le projet KDE[12] et change son nom pour Falkon[13].
- Le 27 février 2018, le navigateur sort pour la première fois sous son nouveau nom et porte le numéro de version 3.0.0[14].
- Le 13 mars 2018 sort la dernière et ultime version portant le nom de QupZilla (v 2.2.6)[15].

## Intégration
Falkon est le navigateur par défaut de la distribution Linux Emmabuntüs DE4 dans sa version sous LXQt, sortie en avril 2020.